# Conerusspeicher

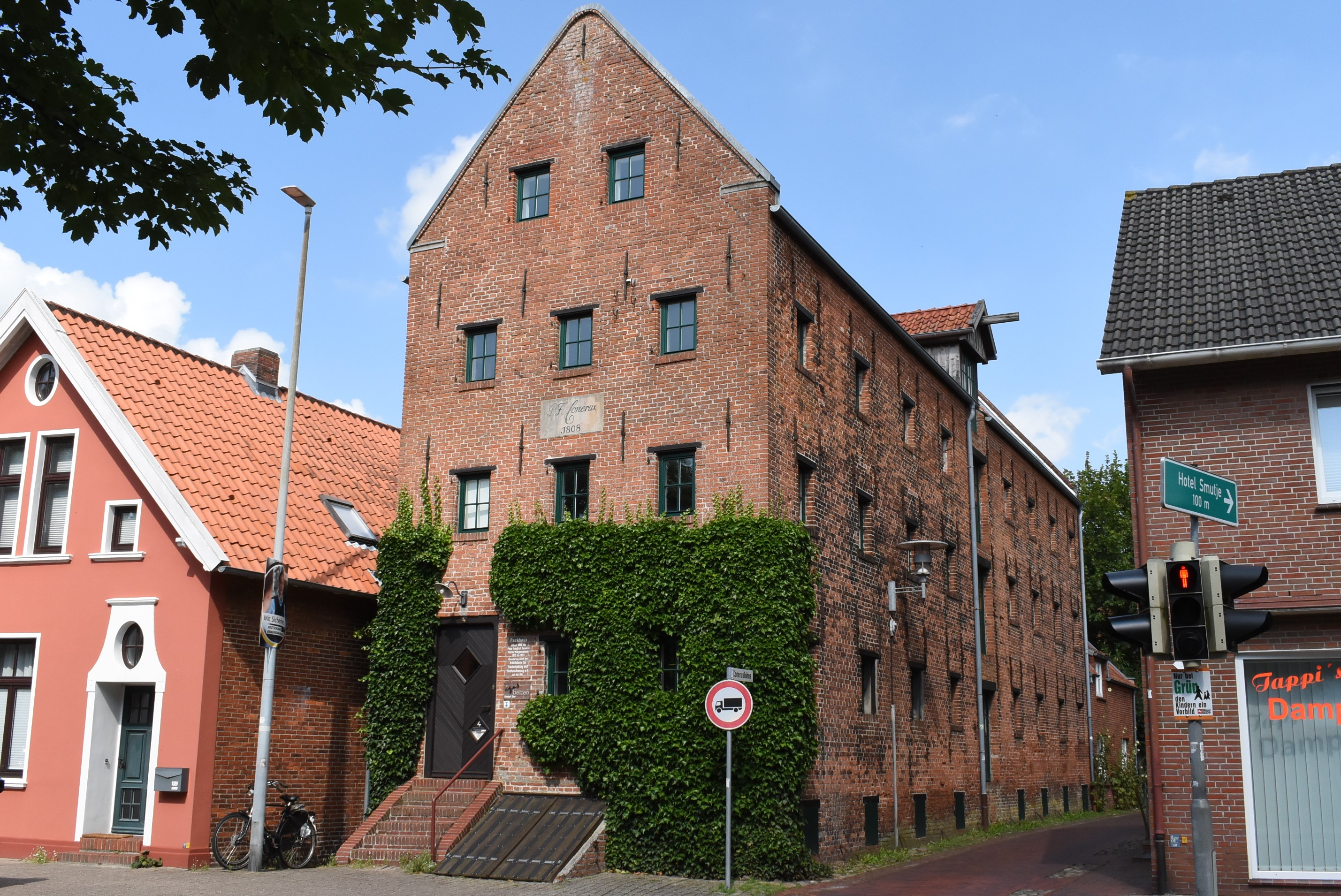
Conerusspeicher an der Heringstraße in Norden

Der Conerusspeicher ist ein denkmalgeschütztes Gebäude in der ostfriesischen Kleinstadt Norden (Landkreis Aurich, Niedersachsen). Es hat die Adresse Heringstraße 4 und wird heute als Künstlerhaus genutzt.

## Geschichte
Der damalige Bürgermeister Peter Friedrich Conerus gab im Jahre 1808 den Auftrag zum Bau des Speichers, der nach ihm benannt wurde. Der Speicher ist ein schmaler, langgestreckter, dreigeschossiger Backsteinbau mit originalen Holzbalkendecken und mittiger Stützenreihe.
Im Jahre 1981 gründete sich in Norden der Verein Arbeitskreis für Stadterneuerung, der sich für den Denkmalschutz einsetzte. Dieser Verein schloss noch im gleichen Jahr einen Pachtvertrag für den Speicher ab, der als einer der letzten erhaltenen der Stadt gilt. Anschließend renovierte der Arbeitskreis das Gebäude und wandelte es in ein Werkstatt- und Atelierhaus für Künstler um. Das Gebäude ist in der Regel zweimal im Jahr öffentlich zugänglich: Während der in jedem Jahr unter einem anderen Motto stehenden Packhaustage zeigen die Künstler, die in dem Haus arbeiten oder Mitglied des Trägervereins sind, ihre Werke. Die zweite Gelegenheit, das Gebäude zu besichtigen, besteht alljährlich im September beim Tag des offenen Denkmals.